# 내손동
내손동(內蓀洞)은 경기도 의왕시의 법정동으로, 행정동으로는 내손1동과 내손2동이 있다.

## 법정동

### 내손1동
- 내손동

### 내손2동
- 내손동
- 포일동

## 교육
- 백운초등학교
- 내손초등학교
- 갈뫼초등학교
- 백운중학교
- 갈뫼중학교
- 백운고등학교
- 계원예술대학교

## 기타 시설
- 롯데마트 의왕점
- 모락산
- 의왕국민체육센터
- 한국전기연구원 전력산업연구센터
- 포일어울림도서관
- 서울구치소

## 아파트
| 단지명                   | 건설사                            | 시행사                            | 주소                    | 입주              | 비고                                |
| ------------------------ | --------------------------------- | --------------------------------- | ----------------------- | ----------------- | ----------------------------------- |
| 인덕원 푸르지오 엘센트로 | 대우건설                          | 디케이알제일차(유)                | 안양판교로 100 (포일동) | 2019년 11월       | 구 한국농어촌공사 부지              |
| 인덕원 자이 SK VIEW      | 지에스건설㈜ ㈜에스케이에코플랜트 | 내손다구역 주택재개발정비사업조합 |                         | 2025년 5월        | 내손다구역 재개발                   |
| 인덕원 퍼스비엘          | 지에스건설㈜ 롯데건설 대우건설    | 내손라구역 주택재개발정비사업조합 |                         | 2026년 6월 (예정) | 내손라구역 재개발                   |
| 인덕원 센트럴자이 1단지  | 지에스건설㈜                      | 포일주공 재건축정비사업조합       |                         | 2009년 11월       | 포일주공 재건축                     |
| 인덕원 센트럴자이 2단지  | 지에스건설㈜                      | 포일주공 재건축정비사업조합       |                         | 2009년 11월       | 포일주공 재건축                     |
| 반도보라빌리지 1단지     | 반도건설                          | 반도건설                          | 갈미로 64 (내손동)      | 2002년 6월        |                                     |
| 반도보라빌리지 2단지     | 반도건설                          | 반도건설                          |                         | 2002년 6월        |                                     |
| 내손 칸타빌 1단지        | ㈜대원                            | ㈜대원                            |                         | 2002년 10월       |                                     |
| 내손 칸타빌 2단지        | ㈜대원                            | ㈜대원                            | 갈미로 8 (내손동)       | 2002년 10월       |                                     |
| 내손 래미안              | 삼성물산㈜ 건설부문               | 삼성물산㈜ 건설부문               | 포일로 39 (내손동)      | 2001년 4월        |                                     |
| 래미안 에버하임          | 삼성물산㈜ 건설부문               | 의왕내손주택 재건축정비사업조합   | 내손순환로 7 (내손동)   | 2009년 3월        | 내손한신연립·라이프·효성상아 재건축 |
| 의왕내손 상록            | ㈜엘지건설                        | 공무원연금공단                    |                         | 2002년 12월       |                                     |
| 의왕내손 주공            |                                   | 대한주택공사                      | 갈미1로 18 (내손동)     | 2003년 6월        | 국민임대                            |

## 교통

### 도로
- 수도권제1순환고속도로: 평촌 나들목
- 국도 제47호선